# 熾仁親王妃董子
熾仁親王妃 董子（たるひとしんのうひ ただこ、1855年6月25日（安政2年5月12日） - 1923年〈大正12年〉2月7日）は、明治時代から大正時代にかけての皇族。有栖川宮熾仁親王の2番目の親王妃である。

## 生涯
1855年6月25日（安政2年5月12日）、溝口直與（本多忠穆）の次女として生まれる。その後、伯父である溝口直溥の養女となる。幼名は、栄姫。
1873年（明治6年）、貞子妃を病気で亡くした熾仁親王と結婚する。董子は、夫と共に佐野常民らを助けて博愛社（後の日本赤十字社）の創設に尽くし、東京慈恵医院幹事長を10年間務めた。1923年（大正12年）2月7日に67歳で薨去した。

## 栄典
- 1888年（明治21年）11月1日 - 勲一等宝冠章[2]
- 1890年（明治23年）5月22日 - 日本赤十字社名誉社員章[3]